# Fortià

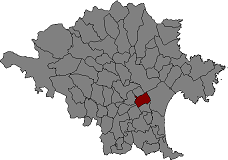
Położenie gminy na mapie comarki Alt Empordà.

Fortià – gmina w Hiszpanii,  w Katalonii, w prowincji Girona, w comarce Alt Empordà.
Powierzchnia gminy wynosi 10,76 km². Zgodnie z danymi INE, w 2005 roku liczba ludności wynosiła 572, a gęstość zaludnienia 53,16 osoby/km². Wysokość bezwzględna gminy równa jest 8 metrów.

## Demografia
| 1991 | 1996 | 2001 | 2004 | 2005 |
| ---- | ---- | ---- | ---- | ---- |
| 502  | 485  | 524  | 547  | 572  |